# هنري جينكس
هنري جينكس (توفي عام 1697)، كان أستاذ بلاغة في كلية جريشام.
ينحدر جينكس من عائلة بروسية، وكان من مواليد إنجلترا، وتلقى تعليمه المبكر في كينجز كوليدج، أبردين، حيث تم قبوله عام 1642، وتخرج في ماجستير عام 1646. في 21 مارس 1646، تم قبوله كعضو من كلية إيمانويل، كامبريدج. انتخب زميلًا في كلية غنفيل وكيوس في زمن الحرب الأهلية. بمناسبة افتتاح مسرح شيلدونيان، تم دمج ماجستير في أكسفورد، 13 يوليو 1669. انتخب أستاذا للبلاغ في كلية جريشام بلندن، في 21 أكتوبر 1670، على التوالي للدكتور ويليام كرون. انتخب زميلاً في الجمعية الملكية في 30 نوفمبر 1674. استقال من منصبه كأستاذ في 2 أكتوبر 1676، وبعد ذلك أقام كليًا في كامبريدج، وعاش من خلال زمالة في كايوس كوليدج. توفي هناك في نهاية أغسطس 1697، ودفن في 1 سبتمبر في كنيسة القديس ميخائيل، حيث تقع الكلية. تقابل العديد من الرجال المثقفين في هولندا.
بموجب وصيته المؤرخة في 14 مايو 1684، ترك جينكس مكتبته وجميع ممتلكاته الدنيوية الأخرى لصديقه جيمس هالمان، زميل آخر في كايوس، والذي كان الوصي الوحيد له.